# 白石正一郎
白石 正一郎（しらいし しょういちろう、文化9年3月7日（1812年4月18日）- 明治13年（1880年）8月31日）は、奇兵隊のスポンサー、長府藩の支藩である清末藩の御用商人。名は資風。通称は駒吉。または熊之助。号は橘円。商人の自由を求めて、家が破滅するまで奇兵隊へ財政支援し明治維新をバックアップした。明治政府より感謝を込めて正五位を贈られた。

## 経歴

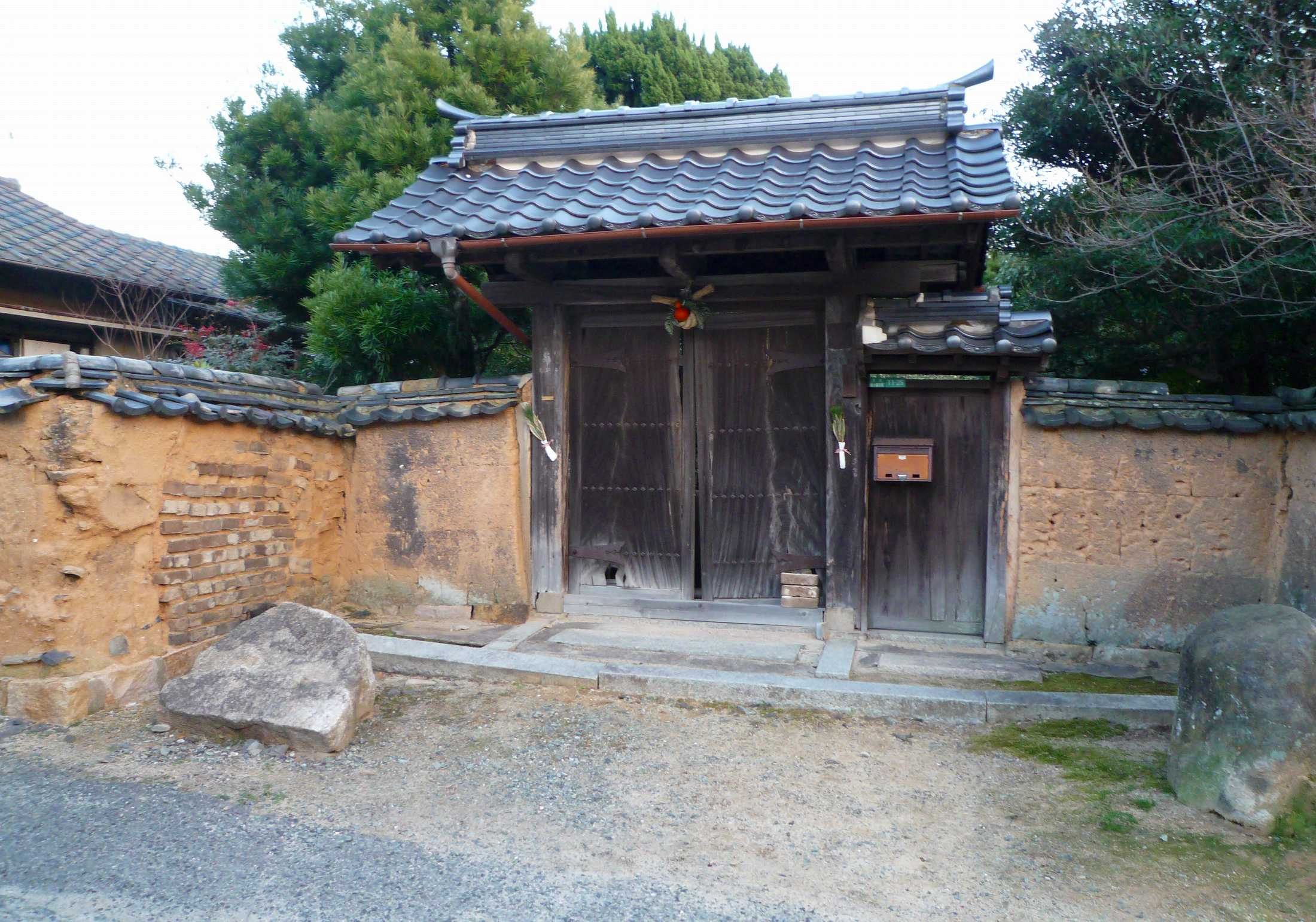
下関市長府松小田に移築されている、白石正一郎邸「浜門」

文化9年（1812年）、長門国赤間関竹崎に萬問屋（荷受問屋）小倉屋を営んでいた白石卯兵衛・艶子の長男（8代目）として生まれた。米、たばこ、反物、酒、茶、塩、木材等を扱い、ほかに質屋を営み酒もつくった。もともと下関は西国交通の要衝であったため、長州藩など多くの藩から仕事を受けて、資金は豊富であった。
鈴木重胤から国学を学び、重胤の門下生を通じ西郷隆盛が正一郎を訪ね親しくなり、文久元年（1861年）には薩摩藩の御用達となった。月照上人、平野国臣、真木保臣らと親しかった経緯から尊皇攘夷の志に強い影響を受けて、長州藩の高杉晋作、久坂玄瑞らを資金面で援助した。土佐藩を脱藩した坂本龍馬なども一時、白石邸に身を寄せていた。
文久3年（1863年）6月7日、高杉晋作の奇兵隊結成にも援助し、自身も次弟の白石廉作とともに入隊。51歳の正一郎は奇兵隊の会計方を務める。晋作は正一郎を萩本藩直属にすべく働きかけ、緊急時の人材登用という藩の方針もあり、7月5日、正一郎は士分に取り立てられ、三十人通の家臣となる。支藩の商人から、本藩の家臣へと一躍出世であった。しかし援助を続けた結果、財は底を突き、借金を抱えるようになる。晋作はそれを気にして藩に借財の精算をかけあうが、解決しないまま晋作は死去した。
明治維新後は東京からの誘いを断り、見返りを求めなかった。歌や学問をし、赤間神宮の2代宮司となった。明治13年（1880年）、69歳で死去。赤間神宮の背後の紅石山に奥都城が建てられ、隣には真木保臣の次男・真木菊四郎の墓が並ぶ。
西郷隆盛をして「温和で清廉、実直な人物である」と言わしめた正一郎は、新時代を築き上げる人材を経済面で助け上げたスポンサー的存在であった。
明治24年（1891年）、正五位を追贈された。

## 親族
母・艶子（明治4年9月、78歳没）は白石家の生まれで養子婿を迎えて家を継いだ。夫婦は国学や歌をする知識人であった。正一郎の弟・廉作は七卿落ちの1人である澤宣嘉の挙兵（生野の変）に従ったが、失敗となって自刃した。20歳離れた末弟の伝七は大庭家の養子となり、大庭景明と名乗る。伝七はやはり尊皇攘夷運動に身を投じ、高杉晋作は伝七に遺書の手紙を送っている。伝七の三男がロシア通のジャーナリスト大庭柯公で、柯公は正一郎の甥に当たる。当時、安岡の横野に親戚がいた。柯公の弟に太田光凞がいる。

## 関連作品
テレビドラマ
- 三姉妹（1967年・NHK大河ドラマ、演・野々村潔）
- 竜馬がゆく（1968年・NHK大河ドラマ、演・宇佐美淳也）
- 花神（1977年・NHK大河ドラマ、演・瑳川哲朗）
- 奇兵隊（1989年・年末時代劇スペシャル、演・5代目三遊亭圓楽）
- 翔ぶが如く（1990年・NHK大河ドラマ、演・小林勝彦）
- 花燃ゆ（2015年・NHK大河ドラマ、演・山本譲二）
- 西郷どん（2018年・NHK大河ドラマ、演・花王おさむ）

テレビアニメ
- お～い!竜馬（1992年 - 1993年・NHK総合テレビ、声・星野充昭）

漫画
- 竜馬がゆく（原作：司馬遼太郎、漫画：鈴ノ木ユウ）